# Alba gu bràth

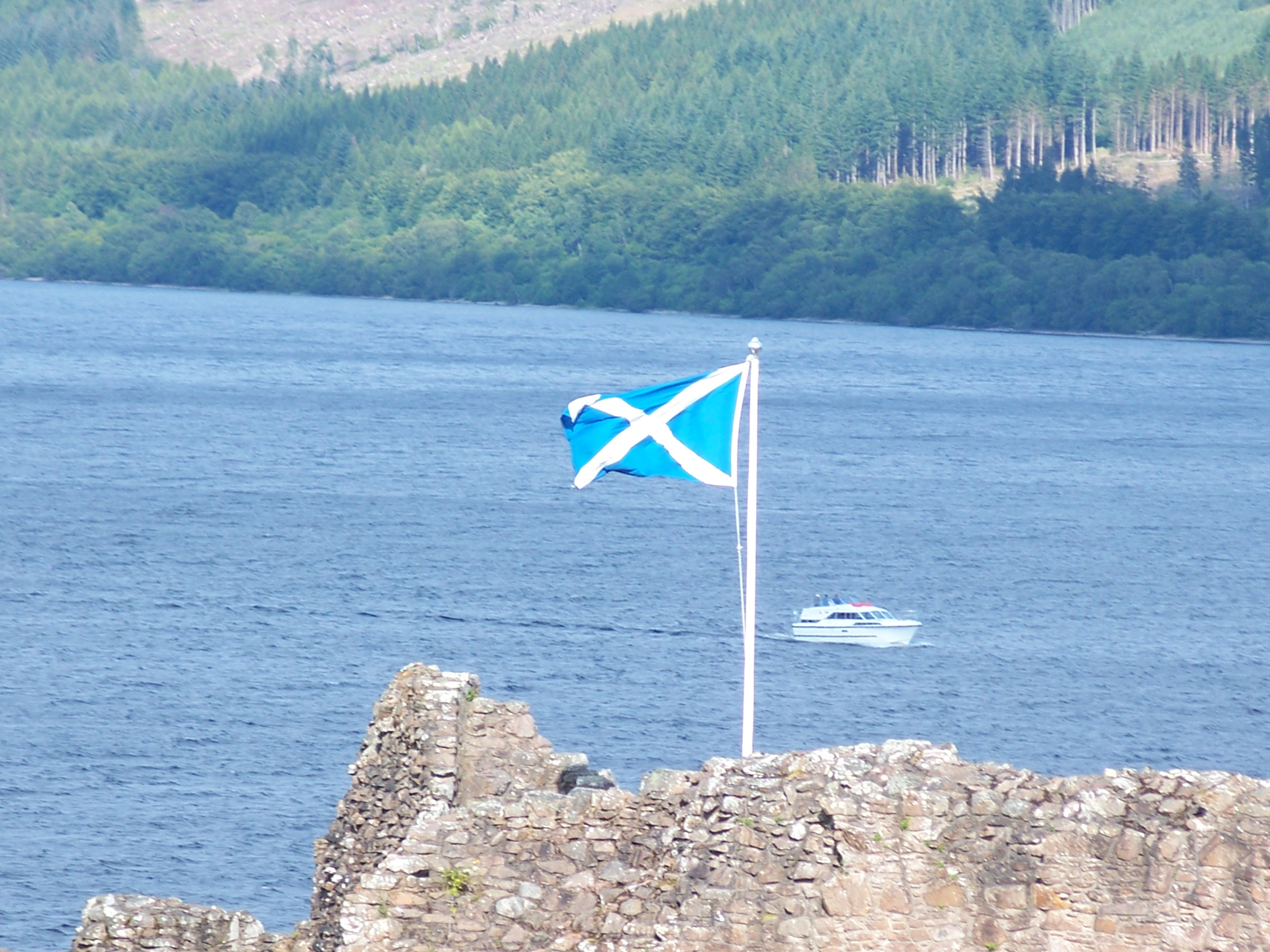
Bandera de Escocia ondeando a orillas del lago Ness.

Alba gu bràth ([ˈal̪ˠapə kə ˈpɾaːx]ⓘ) es una frase en gaélico escocés utilizada para expresar lealtad a Escocia. Comúnmentemente se traduce al español como «Escocia para siempre», aunque el significado literal de «gu bràth» en gaélico es «hasta el Juicio Final». La frase se utiliza a menudo como un eslogan político en la campaña del independentismo escocés.

## En la cultura popular
En el 1995 la película Braveheart, el patriota y héroe nacional escocés William Wallace (interpretado por Mel Gibson) grita: Alba gu bràth, cuando galopa a través de sus tropas escocesas reunidas justo antes de la batalla del Puente de Stirling.
En la serie Epic Rap Battles of History en el episodio George Washington vs. William Wallace, Wallace exclama a Washington la frase Alba gu bràth.